# Hermann Gombert
Hermann Gombert (* 9. Juni 1909 in Saarbrücken; † 9. September 2001 in Freiburg im Breisgau) war ein deutscher Kunsthistoriker.
Hermann Gombert studierte von 1932 bis 1932 Philosophie, Kirchengeschichte und Kunstgeschichte an der Universität Freiburg, danach bis 1936 katholische Theologie am Priesterseminar Trier. Ab 1936 studierte er Kunstgeschichte, Klassische Archäologie und Christliche Archäologie in Freiburg, wo er im Februar 1940 bei Joseph Sauer promoviert wurde. Danach arbeitete er kurz am Römisch-Germanischen Zentralmuseum in Mainz tätig, bevor er zum Kriegsdienst eingezogen wurde und daher auch das ihm für 1940/41 verliehene Reisestipendium des Deutschen Archäologischen Instituts nicht antreten konnte. Ab 1946 arbeitete er für die Städtischen Sammlungen Freiburg, zunächst als wissenschaftlicher Assistent, von 1953 bis zu seiner Pensionierung 1974 als Direktor.